# Kirchberg in Tirol
Kirchberg in Tirol is een gemeente in de Oostenrijkse deelstaat Tirol, en maakt deel uit van het district Kitzbühel.
Kirchberg in Tirol telt 5256 inwoners en heeft een oppervlakte van 97,79 km2
Kirchberg is zowel in de zomer als in de winter een geliefd vakantiedoel. De plaats ligt circa 7 kilometer ten westen van het onder wintersporters bekende Kitzbühel. Het dorp ligt in het Brixental waarin dorpen als Westendorf en Brixen im Thale liggen.
Kirchberg heeft een station aan de Giselabahn die Tirol per spoor verbindt met de rest van Oostenrijk. In het station stoppen regionale treinen die rijden naar Saalfelden, Wörgl, Salzburg, Sankt Johann, Schwarzach-St. Veit en andere bestemmingen. Daarnaast rijden en er dagelijks enkele intercity's naar Graz, München, Innsbruck en Zürich.

## Dorpen in de gemeente
Aschau, Bockern, Brandseite, Gründau, Issbühel, Katzendorf, Klausen, Kleinseite, Krinberg, Reiserer, Sonnberg, Spertendorf, Usterberg, Wötzing en Zeinlach.

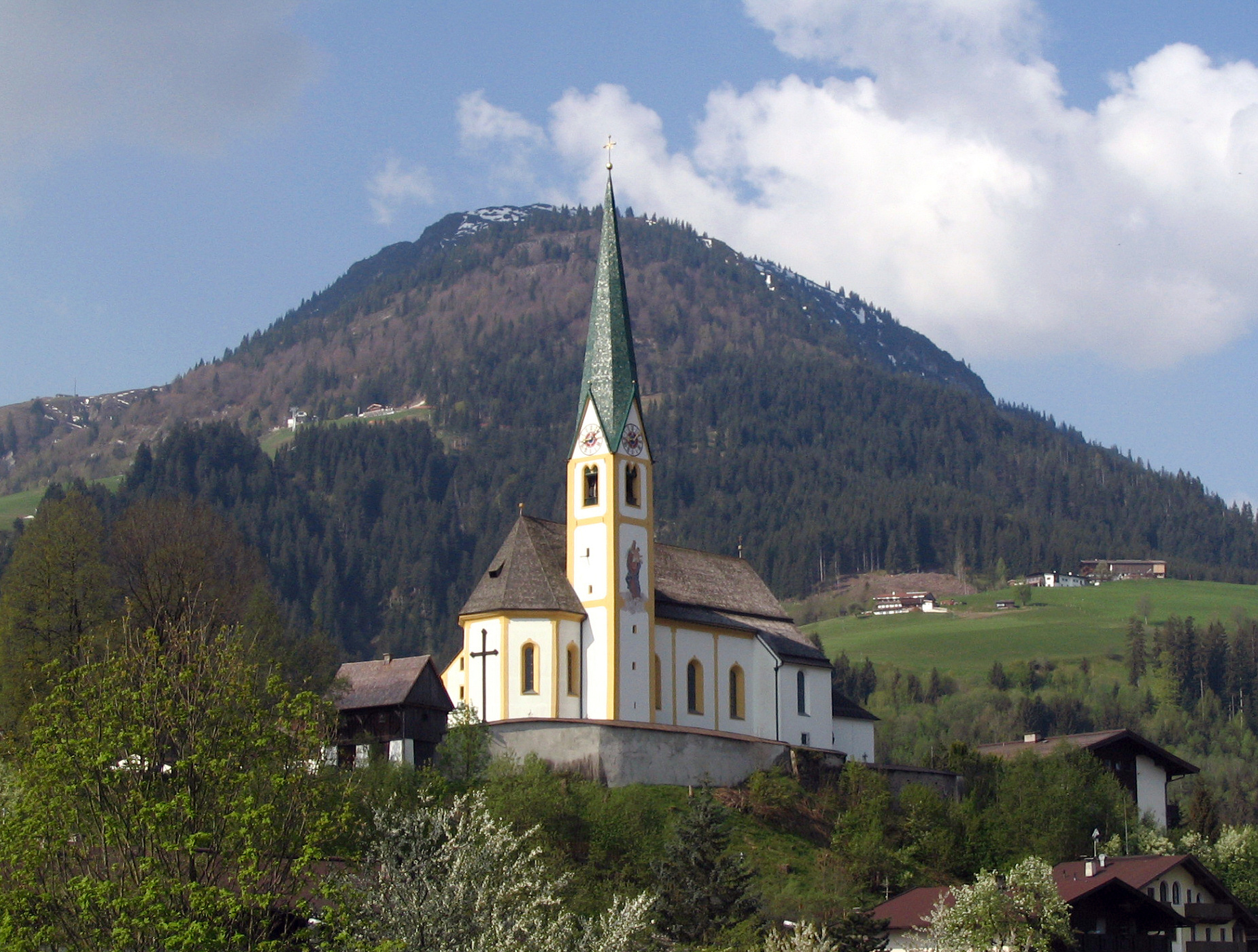
Pfarrkirche St. Ulrich

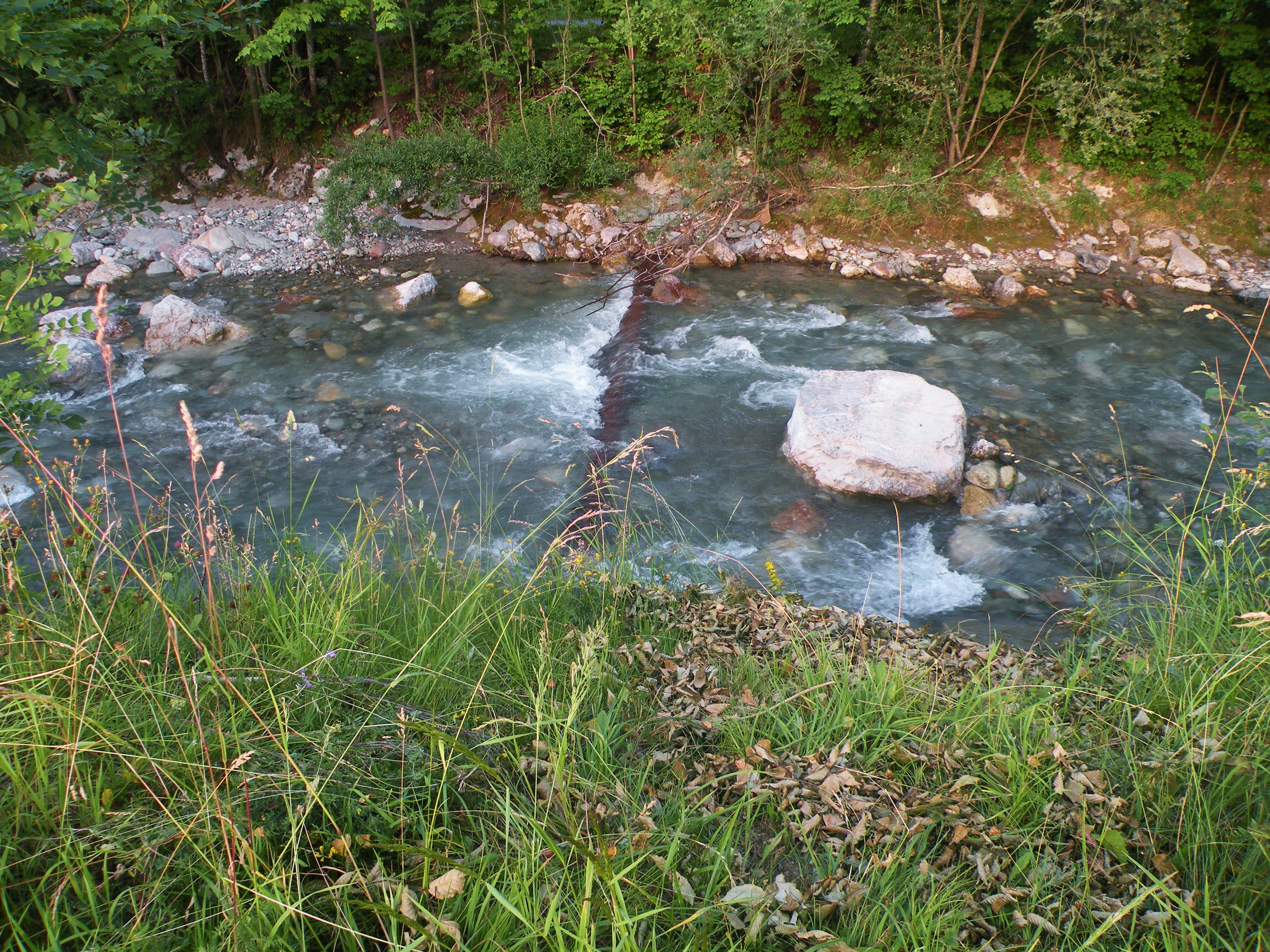
Aschauer Ache

## Geografie
Kirchberg in Tirol ligt in het Brixental te midden van het bergmassief Kitzbüheler Alpen op een gemiddelde hoogte (ter hoogte van het spoorwegstation) op 837 m hoogte. Het hoogste punt ligt op 2363 m (Grosser Rettenstein). Het Brixental vormt een verbinding met het Leukental en het Inntal. Het mondt uit in het zuiden in het Spertental met o.a. het dorp Aschau. De stad ligt aan het bergriviertje Aschauer Ache. Kirchberg in Tirol ligt aan de noordoostelijke voet van de Gaisberg (1770 m) die men kan bereiken met een stoeltjeslift of met een bergwandeling langs de Lisi Osl Trail. Bovenaan heeft men, bij helder weer, een panoramisch zicht op de bergen in de omgeving zoals de Wilder Kaiser, de Kitzbüheler Horn, de Loferer Steinberg, de Leoganger Steinberg en de Hahnenkamm.

## Geschiedenis
Vondsten uit de latere Bronstijd (1100 - 900 v. Chr.) tonen aan dat er zich hier reeds mensen vestigden en aan mijnbouw deden. Men neemt aan dat dit Illyriërs waren. Zij noemden hun vestiging Sperten, wat ongeveer betekende "dorpje aan de beek met dennen". Toen er een kerk werd gebouwd op de berg, werd de plaats na verloop van tijd Chirchperg genoemd en vele jaren later Kirchberg im Brixental. In 1954 werd de naam van de stad officieel Kirchberg in Tirol.
Tussen 1550 en 1700 was Kirchberg een belangrijke mijnbouwstreek, met exploitatie van in hoofdzaak pyriet en chalcopyriet, maar ook sideriet. Dit verdween rond 1800 toen de voorraden uitgeput geraakten. Toen er in 1875 in het Brixental een spoorweg werd aangelegd, kwamen ook de eerste toeristen en werd de economie ter plaatse wat beter. Het wintersporttoerisme nam sterk toe vanaf 1950.

## Wintersport
Kirchberg is in de winter een geliefd wintersportgebied. Het maakt deel uit van het skigebied Kitzbühel, in de Kitzbüheler Alpen. In Kirchberg is een skischool aanwezig met een oefenweide. Vanuit Kirchberg zijn de liften de Fleckalmbahn, de Maierlbahn en de Gaisberg goed bereikbaar met de bus. Iets verder gelegen, maar nog goed te bereiken met de bus zijn de liften Pengelstein en de Hahnenkammbahn. Tussen Kirchberg en Aschau is er sinds 2005 door middel van de gondellift Ki-West een directe verbinding met het skigebied Skiwelt Wilderkaiser Brixental bij Brixen en Westendorf.